# 省沽油科
省沽油科是植物界之一个小科，分布在歐洲、亞洲和美洲。
該科包含了3個屬和40多個已知的物種。

## 属
目前世界植物在線承認了三個屬:
- Dalrympelea
- 省沽油属 Staphylea（包含野鸦椿属 Euscaphis）
- 山香圆属 Turpinia

下列兩屬曾經被分類在本科，目前根據APG III分類法歸類到癭椒樹科:
- 十齒花屬 Huertea
- 瘿椒树属 Tapiscia